# Pioneer (goélette)
Pour les articles homonymes, voir Pioneer.
Le Pioneer est une goélette à coque de fer construite en 1885 en Pennsylvanie. Il appartient au South Street Seaport Museum de New York.

## Histoire
Le Pioneer a été construit en 1885 à Marcus Hook sur le fleuve Delaware, en Pennsylvanie, en tant que sloop cargo. Il a servi au transport du sable dans la baie du Delaware pour une fonderie du comté de Chester. Il est l'un de deux seuls bâtiments de ce type à avoir été construit en Amérique.
En 1895, après 10 ans de service, le Pioneer a été re-gréé en goélette pour une navigation plus facile. Il a servi de caboteur pour divers frets (bois de charpente, pierres et briques de construction, huîtres de la baie de Chesapeake).
En 1930, le Pioneer a été vendu à un acheteur dans le Massachusetts. Il a été équipé d'un moteur pour naviguer sans voile.
En 1966, il est revendu en 1966 à Russell Grinnell, Jr. de Gloucester  qui a décidé de le sauver. Le gréement est restauré et la coque est refaite en tôle d'acier sur la structure originelle en fer.
Au décès de son propriétaire, en 1970, le Pioneer est légué au South Street Seaport Museum de New York.
Depuis, le Pioneer fonctionne comme bateau d'excursion dans Manhattan au départ de South Street Seaport. Il sert aussi en croisière-charter et pour des programmes éducatifs.
L'équipage est un mélange de professionnels et de bénévoles. 

## Note et référence
- (en) Cet article est partiellement ou en totalité issu de l’article de Wikipédia en anglais intitulé « Pioneer (schooner) » (voir la liste des auteurs).